# Бузаров, Андрей Игоревич
Андрей Игоревич Бузаров (род. 7 ноября 1984, Донецк, Украина) — политический аналитик и комментатор, специалист в сфере международных и межнациональных отношений, магистр внешней политики, магистр правоведения, адвокат, общественный деятель и координатор гуманитарных проектов.  Выпускник Дипломатической академии при Министерстве иностранных дел Украины. Кандидат философских наук, докторант Института политических и этнонациональных исследований им. И. Ф. Кураса НАН Украины. С сентября 2022 г. является исследователем (научным сотрудником) кафедры государственного управления и политических наук Клайпедского университета (Литовская Республика). Член Украинской ассоциации внешней политики Украины. Член Национального союза журналистов Украины. Член Национального союза журналистов Литвы. Участник старейшего журналистского пресс-клуба Европы Concordia (Вена, Австрия). Неоднократно входил в общественные советы при комитете по иностранным делам Верховной Рады Украины, МИД Украины, а также комитета по международным связям Национальной ассоциации адвокатов Украины. Бузаров А.И. является автором более 40 научных и публицистических статей, а также нескольких книг по различным философским, юридическим, этнографическим, социальным, историческим, политическим, международным и иным вопросам.  Полиглот, владеет украинским, русским, арабским, английским, французским, итальянским, испанским, немецким и другими иностранными языками.

## 2001-2006 гг. Студенческие годы. Начало научной деятельности и юридической практики
В 2001 году Бузаров А.И. окончил среднюю школу № 7 г. Донецка с золотой медалью. Ещё в школе начал активно изучать историю и иностранные языки, участвовал в школьных олимпиадах по всемирной истории и английскому языку. Неоднократно также участвовал и был победителем в спортивных соревнованиях по футболу и бегу. После окончания средней школы поступил на экономико-правовой факультет (специальность «Правоведение») Донецкого национального университета (ДонНУ) им. Василия Стуса. Учась в университете, в 2004 году стал победителем всеукраинских юридических соревнований по уголовному праву и процессу «Мастерство судебной речи». Неоднократно занимал первые места на студенческих научных конференциях. В 2006 г. были опубликованы первые научные тезисы Бузарова А.И. под названием: «К проблеме правовых гарантий для иностранных инвесторов». За достижения в учебе Бузаров А.И. был стипендиатом премии им. Адвоката Коренева. В 2006 году с отличием окончил Донецкий национальный университет, получив квалификацию «магистра правоведения». Будучи еще студентом экономико-правового факультета начал изучать международные и межнациональные отношения, а также философию и политологию. Выпускная магистерская работа была написана на тему: «Правовые гарантии иностранного инвестирования в Украину». Работа выла выполнена под научным руководством известного украинского юриста и адвоката Федорчука Д. Э., а рецензентом выступил другой известный украинский ученый-правовед Петров Р.А.. Учась в университете, продолжал совершенствовать иностранные языки и посещал курсы по изучению арабского языка. На протяжении многих лет также изучал английский, немецкий, новогреческий и другие иностранные языки, овладев ими на достаточном для использования уровне.

## 2006-2010 гг. Научная и публицистическая деятельность. Учеба в аспирантуре и адвокатская практика
После окончания Донецкого национального университета в 2006 г. был рекомендован для поступления в аспирантуру по юридической специальности в университет или в Институт экономико-правовых исследований НАН Украины. Однако в силу того, что у Бузарова А.И. в период учебы в университете появился большой интерес к исследованиям в сфере международных и межнациональных исследований, он выбрал другое научное направление. И в этом же году был зачислен в аспирантуру Донецкого государственного университета экономики и торговли им. Михаила Туган-Барановского по специальности «Социальная философия и философия истории». На тот момент рабочее название кандидатской диссертации аспиранта было: «Построение демократического общества на Арабском Востоке: социально-философский анализ». Первоначальный научный руководитель диссертации – известный украинский ученый, Заслуженный работник Высшей школы Украины, доктор философских наук, профессор, Узбек Константин Минович. Бузаров А. являлся аспирантом кафедры украиноведения и философии указанного университета с 2006 по 2010 год. За время учебы в аспирантуре подготовил несколько монографий и ряд научных статей по международным и межнациональным вопросам, среди них: «Демократическая идея в социально-философской мысли Арабского Востока», «Значение ислама в процессе демократизации общества в арабских странах», «Опыт решения социолингвистических проблем в странах арабского Ближнего Востока и Северной Африки», «Социально-философский анализ процесса демократизации арабского общества».  Бузаров А. также является автором книги (монографии) об осетинах Украины, которая вышла в свет в 2010 г. В указанной книге впервые в истории этографических и этносоциальных исследований независимой Украины был собран и систематизирован биографический и публицистический материал об осетинах, проживающих на Украине (их история и социальная активность). Одним из рецензентов данной книги выступил Бубенок О.Б., известный историк, старший научный сотрудник Института востоковедения им. А.Ю. Крымского НАН Украины.  
Бузаров А.И., в качестве аспиранта и молодого исследователя, принимал участие во многих национальных, международных круглых столах и конференциях по различным тематикам. Так, например, в декабре 2008 года дистанционно получил сертификат Международного института политологии Университета им. Масарика г. Брно (Чехия) о прохождении в г. Донецке курсов под названием «Переход к демократии и гражданскому обществу — уроки Чешской Республики».  Сертификат лично получил из рук Ярослава Башта, тогдашнего Чрезвычайного и Полномочного Посла Чехии на Украине.
Кроме того, параллельно с научной деятельностью, Бузаров А.И. ещё учась в университете, начал заниматься юридической практикой. По окончании университета работал на юридических должностях в различных частных структурах и юридических фирмах, (юридическая фирма «Apriori-lex» и юридическая компания «Первый советник» корпорации ДТЭК (дочернее предприятие «СКМ»). В 2008 Бузаров А.И. сдал экзамены и получил адвокатское свидетельство на право занятия адвокатской деятельностью[14]. Адвокатская практика касалась широкого профиля занятости и консалтинга: хозяйственное право, корпоративное право, семейное право, международное право, конституционное право и т.п. Бузаров А.И. остается практикующим адвокатом, правовым и безнес-консультантом по сей день.

## 2010-2022 гг. Аналитика международных и межнациональных отношений, правовой и политический консалтинг
После окончания аспирантуры в 2010 г. Бузаров А.И. продолжил заниматься научной и публицистической деятельностью в сфере межнациональных и международных отношений, а также адвокатской практикой и политико-правовым консультированием. Одним из направлений научных интересов Бузарова А.И. являлось изучение национальных меньшинств Украины (истории северокавказских народов в Украине).  Среди его работ в этот период следует отметить следующие исследования: «К вопросу о еврейском происхождении осетин»; «Прагмалингвистические особенности межэтнического дискурса (историко-философский анализ): коллективная монография;  «Осетины и Украина: история и современность», «Осетины как национальное меньшинство Украины», «Донецкие дагестанцы», «Мы собраны в каменную горсть дагестанских гор…». Кроме того, в 2012 году было опубликовано второе, дополненное издание книги (монографии) «Осетины Украины», которая стала лауреатом конкурса «Книга Донбасса - 2013» в номинации «Гуманитарные науки». Книга также была отмечена почетной грамотой Курдиновича А.В., главы Государственного комитета телевидения и радиовещания Украины. За активную работу в исследовании истории национальных меньшинств Украины по рекомендации Заслуженного журналиста Украины Савелия С.С., Бузаров А.И. был принят в 2013 г. в Национальный союз журналистов Украины (Киевская городская ячейка НСЖУ). В марте 2013 г. переезжает в Киев для постоянного местожительства и работы.
Еще одним направлением научной и аналитической деятельности Бузарова А.И. в этот период было изучение международных отношений и внешней политики Украины.  В 2013 г. он поступил и в 2015 г. окончил с отличием Дипломатическую академию Украины имени Геннадия Удовенко при Министерстве иностранных дел Украины, получив специальность «магистра внешней политики». Тема выпускной магистерской работы: «Социально-философский анализ процесса демократизации арабского общества» (научный руководитель Горобец И.В.). В 2018 г., на базе Запорожского национального университета, Бузаров А.И. защитил кандидатскую диссертацию на соискание научной степени кандидата философских наук. Тема диссертации: «Построение демократического общества на Арабском Востоке: социально-философский анализ». Научный руководитель, известный украинский философ, доктор философских наук, профессор Додонов Р.А. Кроме того, в ходе написания и подготовки работы научными консультантами выступали доктор философских наук Минаков М.А., доктор философских наук Лепский М.А., а также кандидат философских наук Аулин А.А.
На протяжении всего периода 2010-2022-х годов Бузаров А.И. продолжал заниматься научными исследованиями в сфере международных отношений и внешней политики Украины, регулярно публикуя статьи, а также выступать на научных конференциях. В этот период можно отметить следующие исследования: «Демократические свободы ислама», «Религиозный фактор в событиях «арабской весны» и конфликтах на Ближнем Востоке», «Глобализация, демократизация и арабское общество: соотношение явлений», «Арабский мир и диалектика процесса демократизации», «Конфликты на Ближнем Востоке как глобальная проблема современности», «Социально-правовой и политический статус женщины в арабском обществе», «Некоторые внешнеполитические ориентиры Китая после 19-го всекитайского съезда КПК», «Основные векторы Внешней политики Китая в 2018 г.», «Борьба с коррупцией в Украине и Китае: сравнительная характеристика некоторых аспектов», «Ukraine and China: Seeking Economic Opportunity within a Framework of Risk».  В 2018 г. году также вышла в свет очередная книга (монография) Бузарова А. И. «Диалектика демократизации арабского мира», которая была представлена на ярмарке «Книжный арсенал» в Киеве. Кроме того, в этот период Бузаров А.И. участвует в многочисленных научных национальных и международных конференциях по теме Ближнего Востока, арабского мира, Украины, Северного Кавказа, межнациональных вопросов, Китая и т.д.
Параллельно с научной деятельностью на протяжении 2010-2022 годов Бузаров А.И. продолжает в качестве адвоката и политического консультанта заниматься юридическим, политическим и бизнес-консалтингом, регулярно участвуя в многочисленных международных и профессиональных мероприятиях, связанных с повышением юридической квалификации, развитием адвокатской деятельности на Украине и за рубежом (развитием иностранных представительств Национальной ассоциации адвокатов Украины), а также улучшением правовой системы Украины. Бузаров А.И. неоднократно избирается в качестве представителя Национальной ассоциации адвокатов Украины в общественный совет при МИД Украины. Для расширения профессиональной деятельности вместе с коллегами в 2017 г. Бузаров А.И создает аналитическую группу «Киевстратпро» («KYIVSTRATPRO», «КИЇВСТРАТПРО»). На базе указанной платформы команда организовывает собственный видео-продакшн, выступает партнером в организации международных ивентов, конференций и круглых столов. Основные цели группы «Киевстратпро»: бизнес и правовой консалтинг, анализ и публичный комментарий международных событий, содействие развитию иностранных связей Украины с другими странами и т.п.  Следует отметить, что еще с 2010 г. Бузаров А.И. регулярно в качестве правового эксперта, международного обозревателя, востоковеда и политического комментатора выступает в украинском и международном информационном пространстве с анализом ситуации на международной арене и внутри украинской политики. Бузаров А.И. является автором статей, блогов и комментариев в многочисленных печатных, теле, радио и интернет-изданиях как на Украине, так и за рубежом. Его комментарии и блоги можно увидеть на таких украинских информационных ресурсах как «Сегодня», «РБК-Украина», «Апостроф», «Обозреватель», «EconomistUA», «Радио свобода»,  «УНИАН», «Интерфакс-Украина», «Голос Америки», Gordon.ua, «Укринформ», Gazeta.ua, «Громадське радіо», «Новое время», «Прямий», «Espreso.tv», «Пятый канал», «ТСН», «Українське радіо», Armyinform,  «Kyivpost», «Зеркало Недели», «Главком», «АТР», «Телеканал Рада», «Kiev Airport Magazine», «BUSINESS PANORAMA» и другие. Также многочисленны комментарии Бузарова А.И. иностранным информационным агентствам и СМИ, среди которых можно выделить «Euronews»,   «Associated Press», «Аль-Джазира», «Синьхуа», «Chinadaily» и многие другие.  В 2011 г. Бузаров А.И. начал развивать собственный ютуб-канал (https://www.youtube.com/channel/UCthIY8LmXRPY6oejGBg4eig), а в 2017. совместно с партнерами организовал многорофильный видео-продакшн (https://www.youtube.com/watch?v=C3I2cvgDF3w, ) в котором начал записывать на Украине и за рубежом авторский материал на разных иностранных языках в виде собственных комментариев и интервью с известными политиками, учеными, экспертами и публичными людьми по различным политическим, социальным, историческим, философским, правовым и международным вопросам. Видео-контент также доступен на официальной странице в фейсбуке, linkedin и X. Кроме того, Бузаров А.И. на протяжении многих лет участвовал в качестве спикера, участника, модератора и международного обозревателя в многочисленных национальных и международных конференциях и форумах, как на Украине, так и за ее пределами. Среди них можно выделить:  «Новомедіа Форум», «Астанинский экономический форум» и «Евразийский медиафорум» (Казахстан), международная выставка «Gulfood», «Дубайский ежегодный инвестиционный форум» (ОАЭ), Форум ШОС в Таджикистане, Форум сотрудничества СМИ "Один пояс, один путь" (Китай). В октябрь 2017 г. по приглашению китайской стороны был одним из немногих журналистов из Украины, которые освещали работу 19-го съезда КПК в Пекине.   Также Бузаров А. еще больше стал известен широкой публике во время участия в Тегеране (Иран) в международной конференции Tehran Dialogue Forum (TDF) в 2020 г., когда по счастливой случайности не стал пассажиром рейса авиакомпании МАУ PS 752, который был сбит иранской стороной сразу после вылета из аэропорта иранской столицы утром 8 января 2020 г.  Это трагическое событие вызвало широкий резонанс в мировой общественности.
С 2010 г. Бузаров А.И. в качестве политического и юридического консультанта, а также эксперта по международным и межнациональным вопросам, сотрудничает с различными политическими проектами, аналитическими центрами, общественными, международными организациями и учреждениями, а также структурными подразделениями ВСУ. В том числе был помощником депутатов местных уровней, неоднократно помощником-консультантом народных депутатов Верховной Рады Украины, консультантом комитета Верховной Рады Украины по вопросам прав человека, деоккупации и реинтеграции временно оккупированных территорий в Донецкой, Луганской областях и АР Крым, национальных меньшинств и межнациональных отношений ВРУ, секретарем парламентской группы Верховной Рады Украины по межпарламентским отношениям с Государством Кувейт, членом общественных советов при комитете по иностранным делам Верховной Рады Украины  и МИД Украины, специалистом временной следственной комиссии ВРУ по расследованию возможных фактов неэффективной деятельности Государственного агентства лесных ресурсов, Государственного агентства водных ресурсов и Государственной экологической инспекции Украины. В 2015-2020 годах регулярно сотрудничал с Управлением гражданско-военного сотрудничества (Цивільно-військове співробітництво – CIMIC) Вооруженных сил Украины. В ноябре 2015 г. прошел курсы гражданского-военного сотрудничества на базе научного-образовательного центра международной миротворческой деятельности Национального университета обороны Украины. В 2015 г. прошел курсы NATO CIMIC TRAINING в Киеве. Предоставлял консультации, читал лекции по вопросам анализа и истории конфликта на Донбассе, брал непосредственное участие в подготовке личного состава ВСУ, который выполнял задания в районе проведения антитеррористической операции в Донецкой и Луганской областях. Бузаров А.И. также принимал участие в переговорном процессе касательно обмена, освобождения незаконно удерживаемых лиц и эвакуации тел погибших.  За свою работу неоднократно был отмечен благодарностями   Управления гражданско-военного сотрудничества Вооруженных сил Украины, различных украинских и международных организаций, учреждений и институций.  На протяжении многих лет регулярно выступает с публичными лекциями по вопросам международных отношений, межнациональных вопросов, истории, внутренней политики Украины, юриспруденции, информационных технологий, изучения иностранных языков и т.д.

## Деятельность после 24 февраля 2024 года
- Международная гуманитарная и волонтерская работа. После полномасштабного вторжения РФ на Украину Бузаров А.И. стал координатором гуманитарных проектов, сотрудничая со многими международными гуманитарными организациями и украинскими благотворительными фондами, а также волонтерскими центрами. Среди них «Хоробра Україна»[88], «Постраждалі діти війни»[89], «Відновлення та розвиток»[90], «UK Friends of Ukraine»[91], «Invest in Bravery»[92], «Служба взаимопомощи Мальтийского Ордена»[93] и другие. Создал гуманитарную и волонтерскую сеть во Львове, Ужгороде[94] и Киеве, доставляя гуманитарные грузы из стран Европы (Германии[95], Литвы[96], Польши[97], Словакии[98], Сербии[99], Венгрии[100], Португалии[101], Великобритании[102]) в разные регионы Украины для нужд ВСУ и гражданского населения[103]. Регулярно показывал это в видео-блогах[104],[105]. Принимал активное участие в организации помощи переселенцами на Закарпатье и других регионах Украины. Наиболее активной гуманитарная деятельность Бузарова А.И. была именно в Закарпатской области[106], где ему удалось установить рабочие[107] и партнерские связи[108] со многими[109] представителями[110] местной власти и общественными[111] организациями[112]. Имеет множество благодарностей от различных государственных и негосударственных организаций за свою гуманитарную работу. Активность в информационном поле и контрпропаганда. Параллельно продолжал быть активным в информационном поле Украины[113] и за рубежом[114], комментируя международную обстановку для украинских[115] СМИ[116]. Много давал комментариев[117] иностранным[118] СМИ[119] о ситуации[120] внутри[121] Украины[122].  Принимал участие во многих журналистских и экспертных конференциях и ивентах в Великобритании[123], Португалии, Литве, Словакии[124], Австрии[125], Венгрии, Сербии, Польше, Словении, Румынии[126], Германии, Швейцарии и других странах. Среди них Всемирный экономический форум в Давосе 2023 (Швейцария)[127], Мюнхенская конференция по безопасности (Германия) 2023[128] и 2024[129], GLOBSEC  Bratislava Forum (Словакия) 2023[130], Третий геополитический саммит (Будапешт) 2023[131], Тушваньош (Румыния) 2023[132], The Alliance for Responsible Citizenship (ARC Conference)[133] в Лондоне 2023[134] и т.д. Регулярно выступал[135] с[136] лекциями[137], принимал участие в публичных дебатах за рубежом, а также писал статьи для иностранных СМИ о ситуации в Украине. Среди статей, например, в литовских СМИ, можно выделить такие публикации как «Проблемы внутренне перемещенных лиц (ВПЛ) в Украине»[138], «Сложная гуманитарная ситуация в Украине в преддверии зимы»[139], «От Балтики до Черного моря или как построить щит Европы»[140], «Гуманитарная помощь Украине: состояние и перспективы»[141], «Победы Вооруженных сил Украины и дальнейшая тактика РФ»[142]. Кроме того, с коллегами[143] и партнерами организовал[144] на Украине[145] и за рубежом запись[146] большого количества[147] интервью[148] для борьбы с российской пропагандой и продвижения украинской повестки[149] на международном уровне[150]. За активную работу по продвижению проукраинской повестке в западных СМИ, по рекомендации иностранных коллег, в 2023 г. был принят в Национальный союз журналистов Литвы (Клайпедский филиал)[151], а также в старейший журналистский пресс-клуб Европы «Concordia» (Вена, Австрия)[10].  Научная деятельность в сфере международных отношений. Также Бузаров А. активно продолжает заниматься изучением международных отношений и внешней политики. С сентября 2022 г. является исследователем (научным сотрудником) кафедры государственного управления и политических наук Клайпедского университета[152] (Литовская Республика)[153]. На базе кафедры регулярно проводит лекции и научные исследования[154], а также активно развивает сотрудничество[155] с литовскими[156] коллегами[157]. Опубликовал несколько научных статей в иностранных научных журналах: «TENDENCIES OF ADAPTATION AND INTEGRATION OF IMMIGRANTS FROM UKRAINE IN THE EUROPEAN UNION AFTER THE AGGRESSION OF THE RUSSIAN FEDERATION AGAINST UKRAINE (Baltic Journal of Economic Studies)[15] и «Адаптация и интеграция переселенцев из Украины в Европейском Союзе»[158]. Отдельно исследовал вопросы адаптации украинских ученых[159] и отдельных социальных[160] групп[161] за рубежом. В феврале 2024 года официально стал докторантом отдела проблем мирового политического развития Института политических и этнонациональных исследований им. И. Ф. Кураса НАН Украины, хотя де-факто рабочая тема докторской диссертации была утверждена на заседании учебного совета указанного института еще в 2018 г.   Бузаров А.И. постоянно проживает и работает в Киеве.Ukrainian journalist, a lawyer, human rights activist, essayist, international columnist, political analyst and orientalist, as well as television and radio presenter. Polyglot.

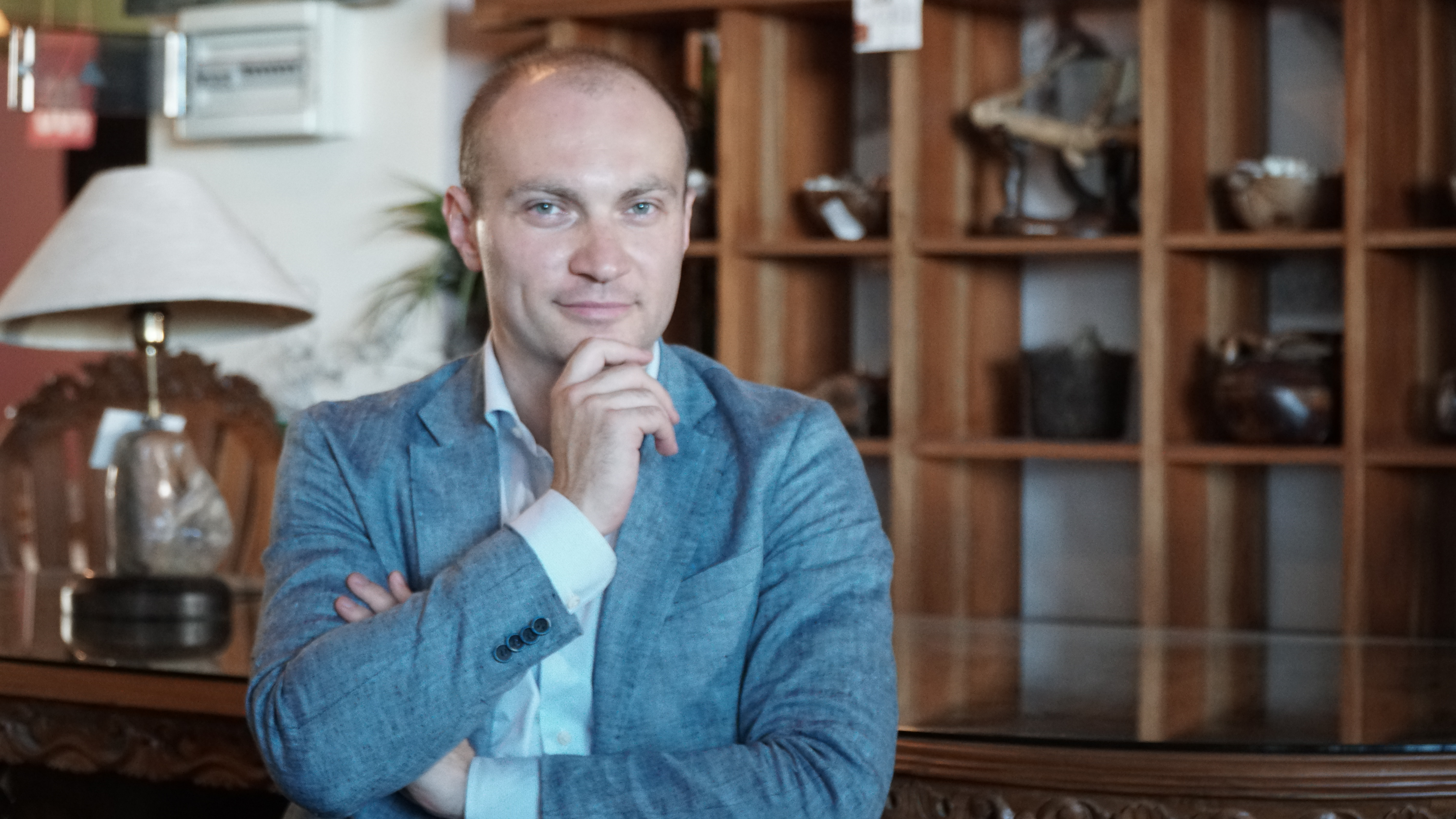
Ukrainian journalist, a lawyer, human rights activist, essayist, international columnist, political analyst and orientalist, as well as television and radio presenter. Polyglot.